# Pferdemedizin

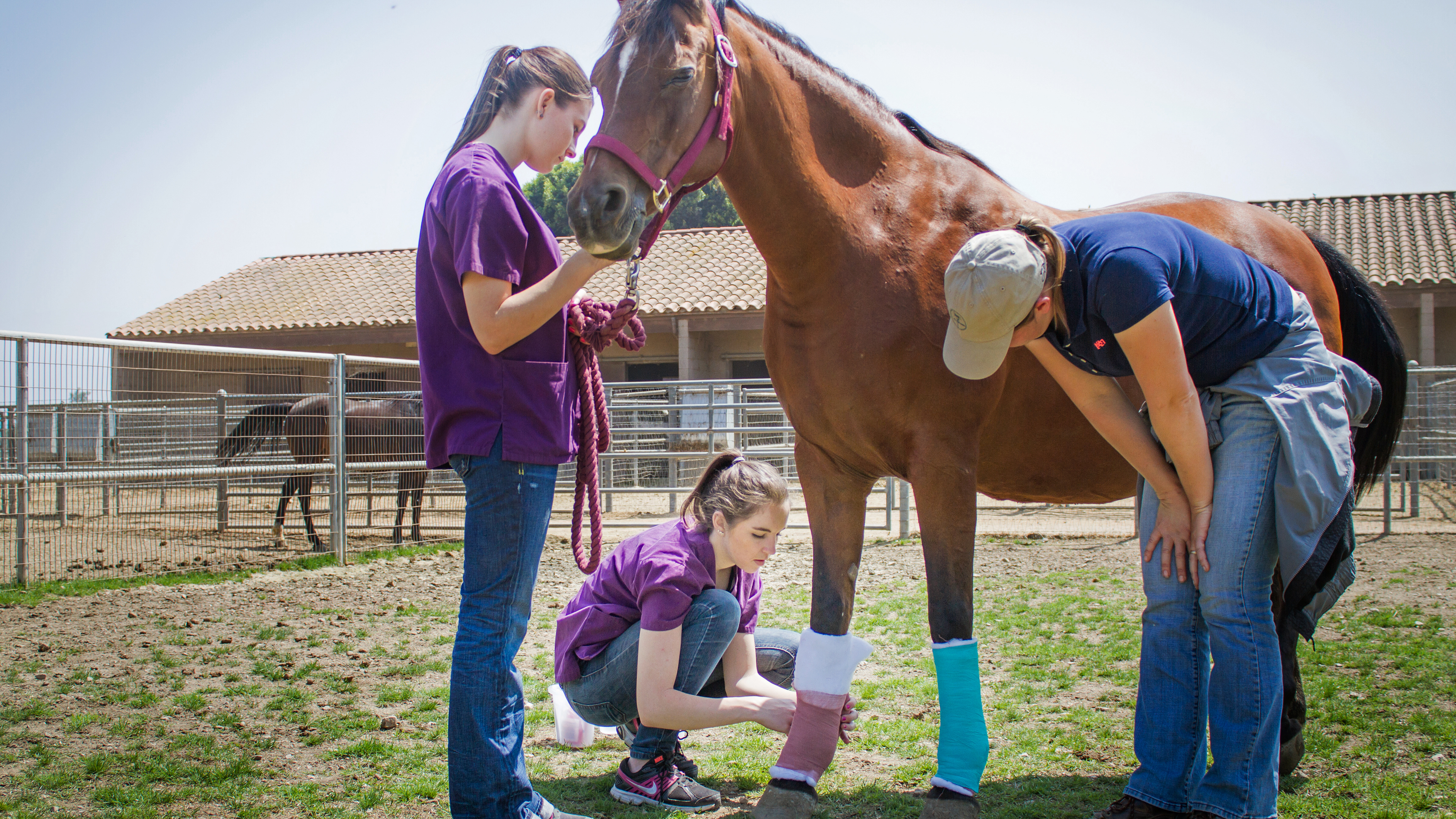
Studentinnen der Veterinärmedizin im Praktikum am Pferd, Pomona, 2015

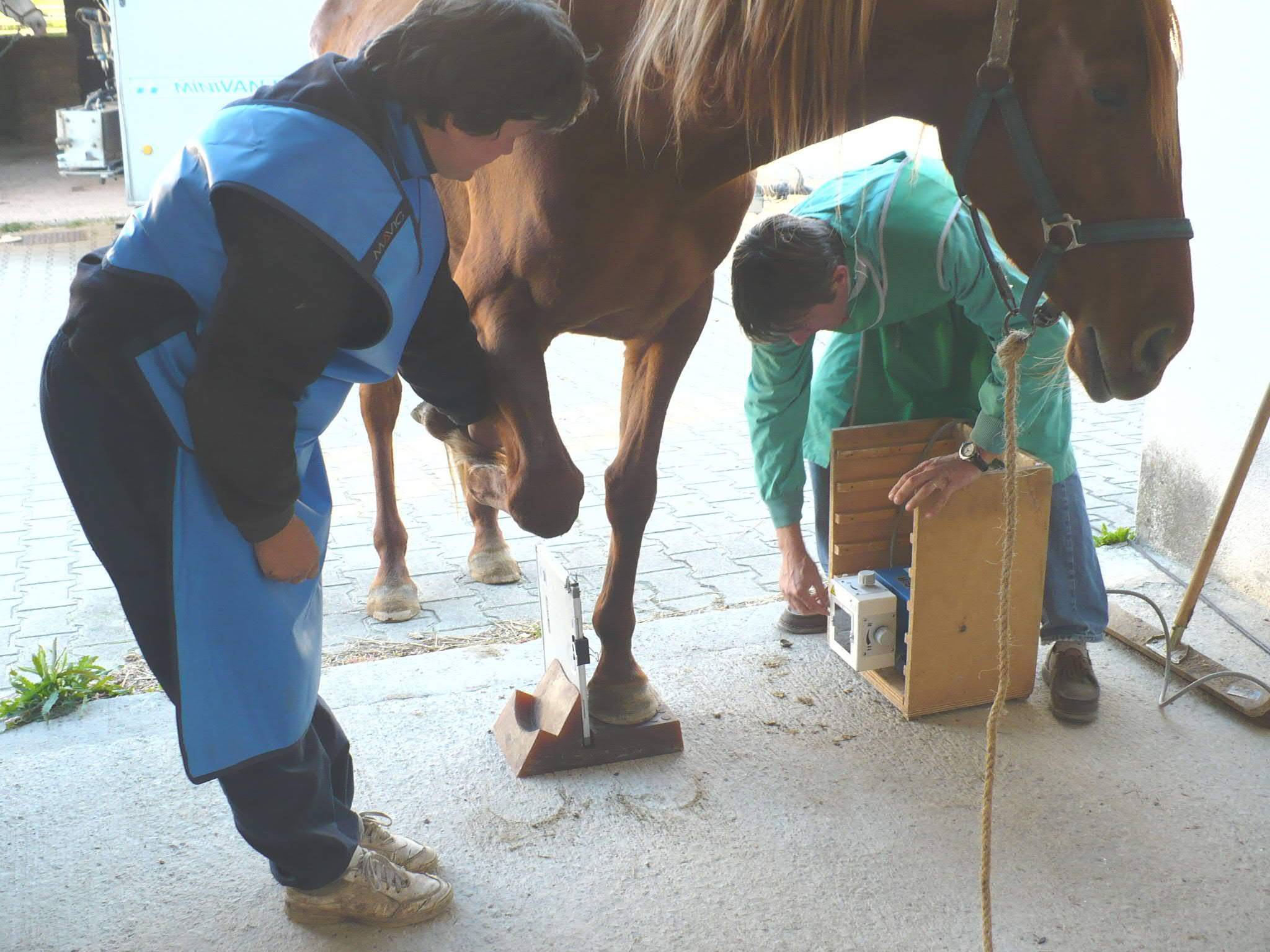
Mobiles Röntgengerät, 2007

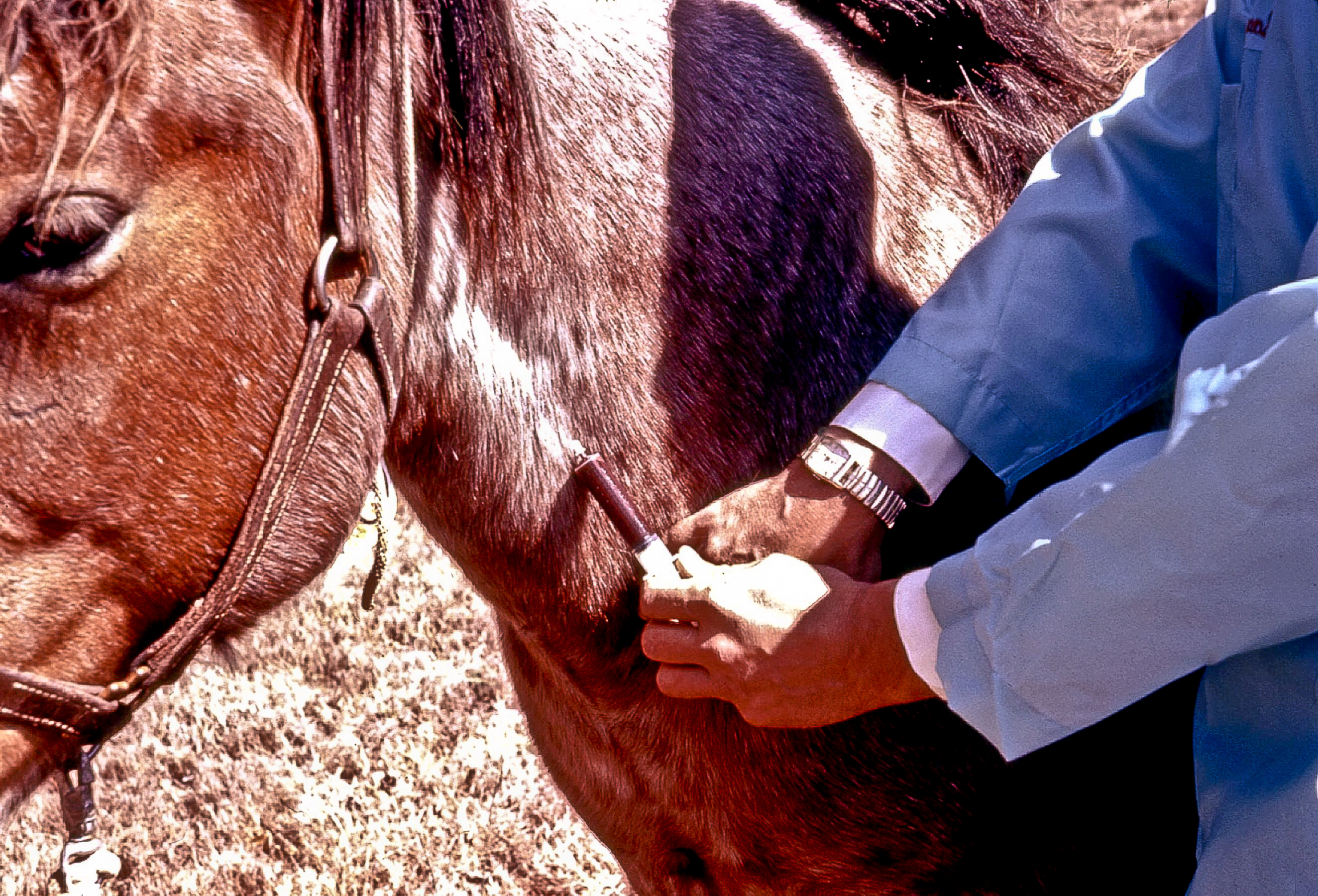
Blutabnahme aus der Vena jugularis in der Drosselrinne, CDC, 2016

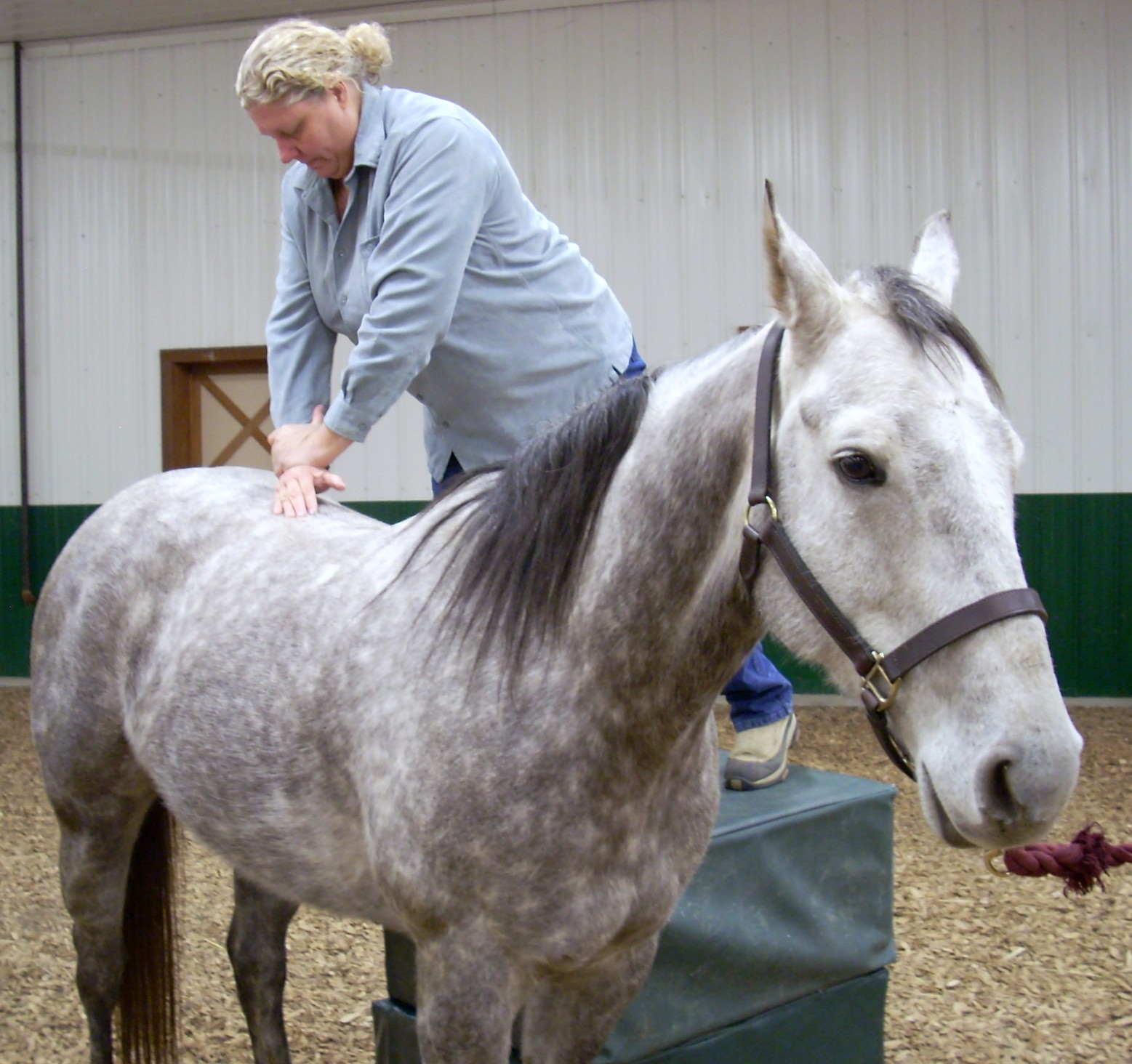
Chiropraktische Behandlung, 1999

Die Pferdemedizin, auch Pferdeheilkunde oder Hippiatrie, ist ein Teilgebiet der Tiermedizin. Sie beschäftigt sich mit den Krankheiten, Verletzungen und der Reproduktionsmedizin von Hauspferden, begleitender Forschung, aber auch mit der Pferdehaltung und Fütterung.

## Spezialisierung
Tierärzte können sich auf Großtiere, beziehungsweise Pferde spezialisieren.
In Deutschland gibt es den Fachtierarzt für Pferde und für Pferdechirurgie, der nach einer mehrjährigen Weiterbildungszeit und einer Prüfung von der jeweiligen Tierärztekammer verliehen wird. In Deutschland bietet die FU Berlin zudem einen berufsbegleitenden Masterstudiengang für Pferdemedizin an.
Die deutschen Pferdemediziner haben mit der Gesellschaft für Pferdemedizin einen eigenen Fachverband. Auch die Deutsche Veterinärmedizinische Gesellschaft hat eine eigene Fachgruppe Pferdekrankheiten.
In der Schweiz ist eine dreijährige Facharztausbildung erforderlich, bevor die Gesellschaft Schweizer Tierärztinnen und Tierärzte (GST) den Titel Fachtierärztin/Fachtierarzt FVH für Pferde verleiht.
Auf Europäischer Ebene gibt es ein Diplomate of the European College of Equine Internal Medicine (ECEIM), also für die Innere Medizin der Pferde.

## Geschichte
Der Kriegstheoretiker Publius Flavius Vegetius Renatus verfasste im ausgehenden 4. Jahrhundert ein vor allem die Pferdeheilkunde abhandelnden Lehrbuchs der Veterinärmedizin (Digesta Artis Mulomedicinae), in welcher er von den „Thüringern“ als einer für den Kriegsdienst besonders tauglichen Pferderasse schreibt, stellt zugleich die früheste Erwähnung dieses Namens dar.
Im 5. oder 6. Jahrhundert n. Chr. erschienen die Hippiatrica, eine Sammlung antiker griechischer Schriften zur Pferdeheilkunde.
Der zweite Merseburger Zauberspruch aus dem 10. Jahrhundert behandelt die Heilung eines Pferdes durch Besprechung. Balders Pferd hat einen verletzten Huf. Darauf folgt der Spruch Wodans: „Bein zu Bein, Blut zu Blut, Glied zu Glied, als ob sie geleimt seien“. Das Wort Bein bedeutet in diesem Zusammenhang Knochen.
Im Mittelalter war das um 1250 verfasste sechsteiligen Handbuch der Pferdeheilkunde Hippiatria des Jordanus Ruffus, dem Oberhofmarschall Friedrichs II., verbreitet und wurde seit dem 13. Jahrhundert auch in verschiedene Sprachen übersetzt.
Das Rossarzneibuch von Meister Albrant ist ein hippiatrischer (= pferdeheilkundlicher) deutschsprachiger Text, der im 13. Jahrhundert am Hof Friedrichs II. entstand. Er gehört zur Fachprosa und beinhaltet eine Auflistung von Rezepten gegen 36 Pferdekrankheiten. Dieses Werk zählt zu den wenigen Texten der älteren deutschen Literatur, die bis in die Neuzeit hinein stark nachwirkten.
Carlo Ruinis Werk Dell Anatomia et dell’Infirmità del Cavallo von 1598, enthält zahlreiche Holzschnitte zur Anatomie des Pferdes.
1766 veröffentlichte George Stubbs in London The Anatomy of the Horse ein Buch mit 18 Stichen und einen umfangreichen Kommentar über die Anatomie des Pferdes. Stubbs hatte zwischen 1756 und 1758 das Sezieren von Pferden akribisch Schritt für Schritt dokumentiert. Seine spätere Frau, Mary Spencer, assistierte ihm bei der Arbeit.

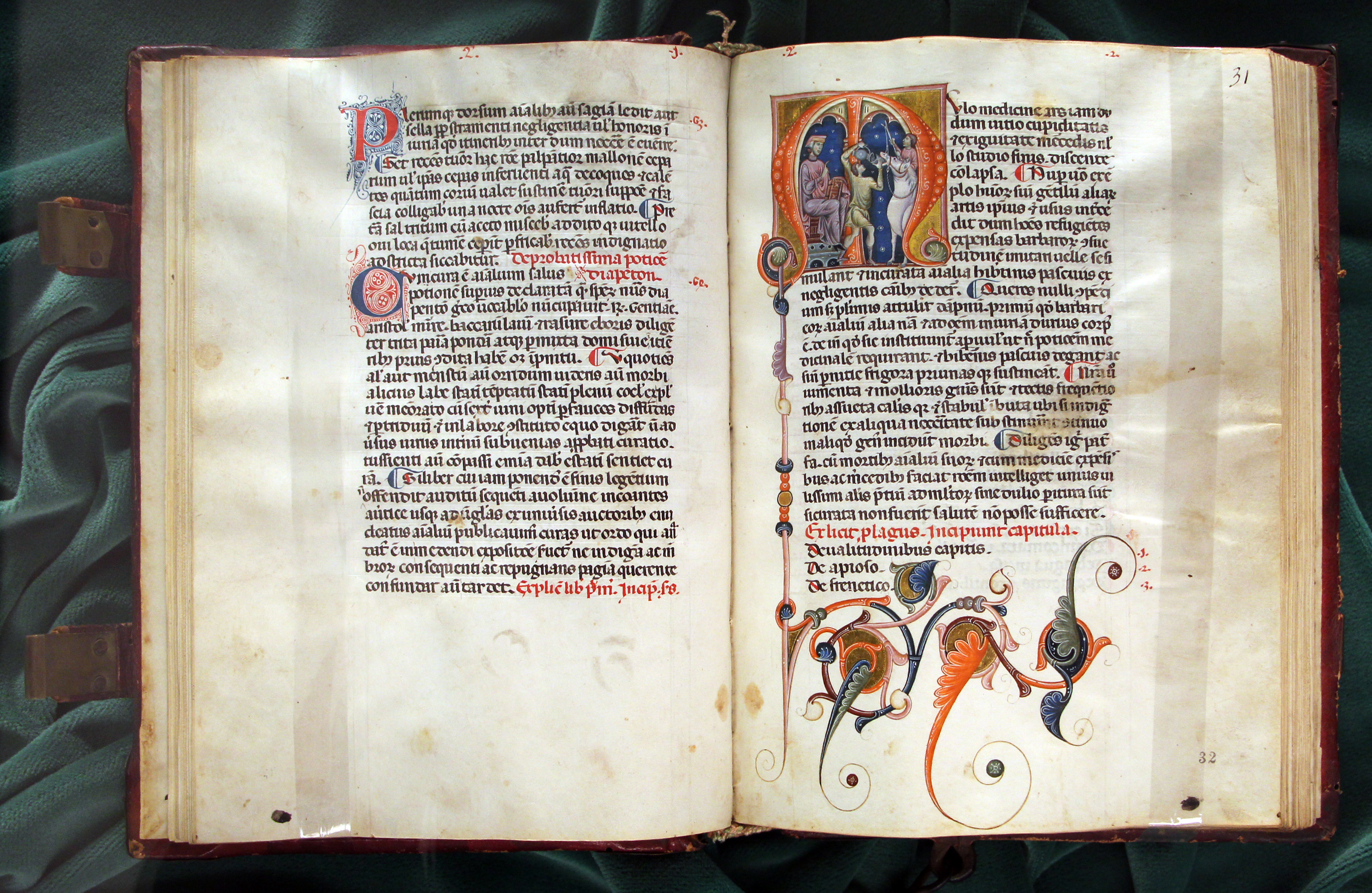
Mulomedicina, Biblioteca Medicea Laurenziana, ca. 1250–1375
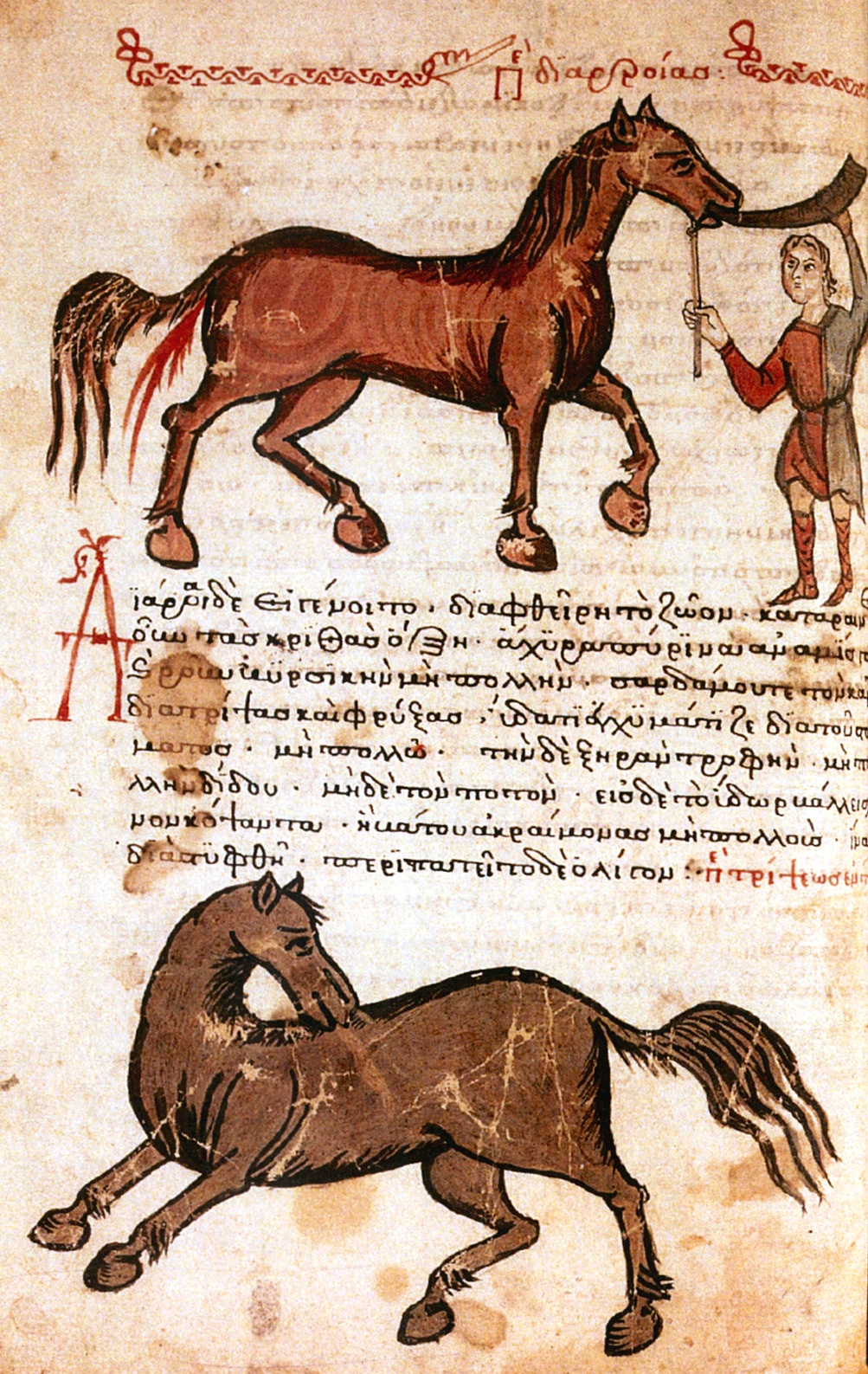
Hippiatrica, Abschrift aus dem 14. Jahrhundert
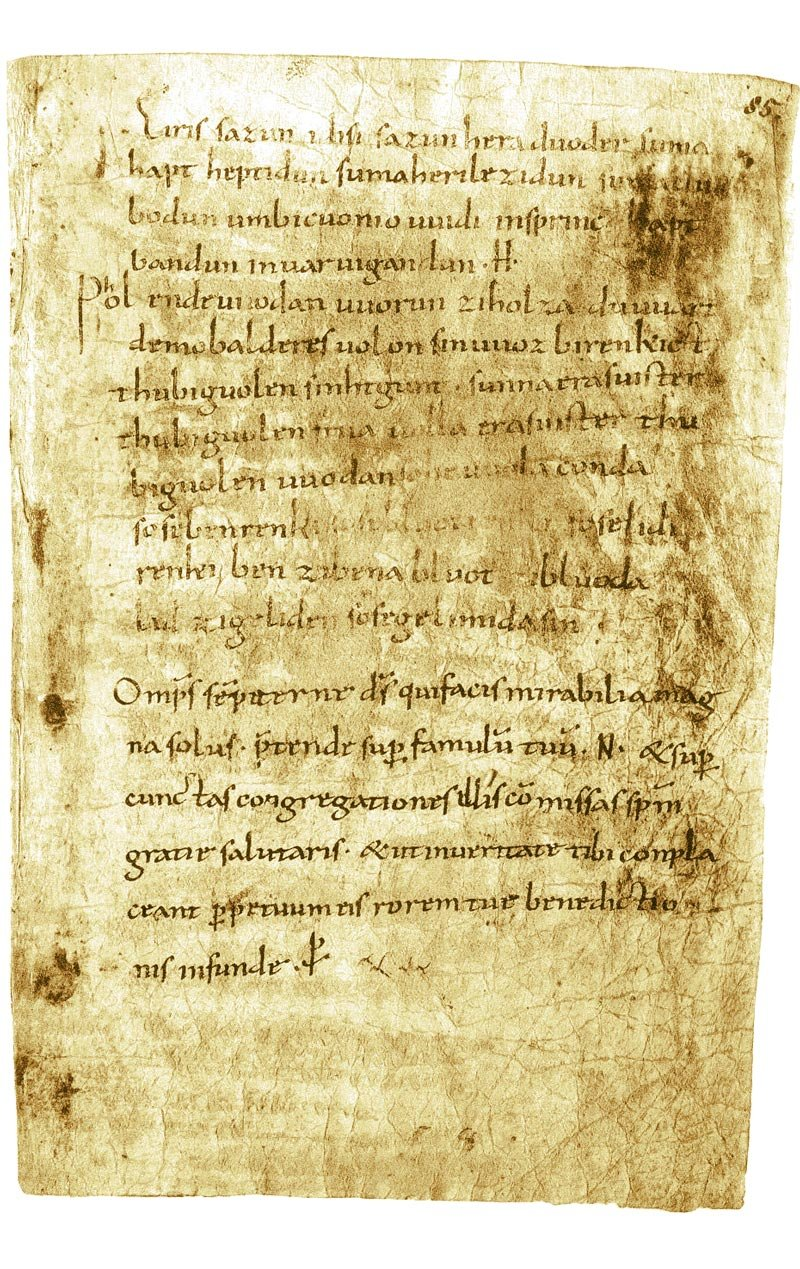
Merseburger Zaubersprüche, Zeilen 1–12, Cod. 136, fol. 85r, 10. Jahrhundert
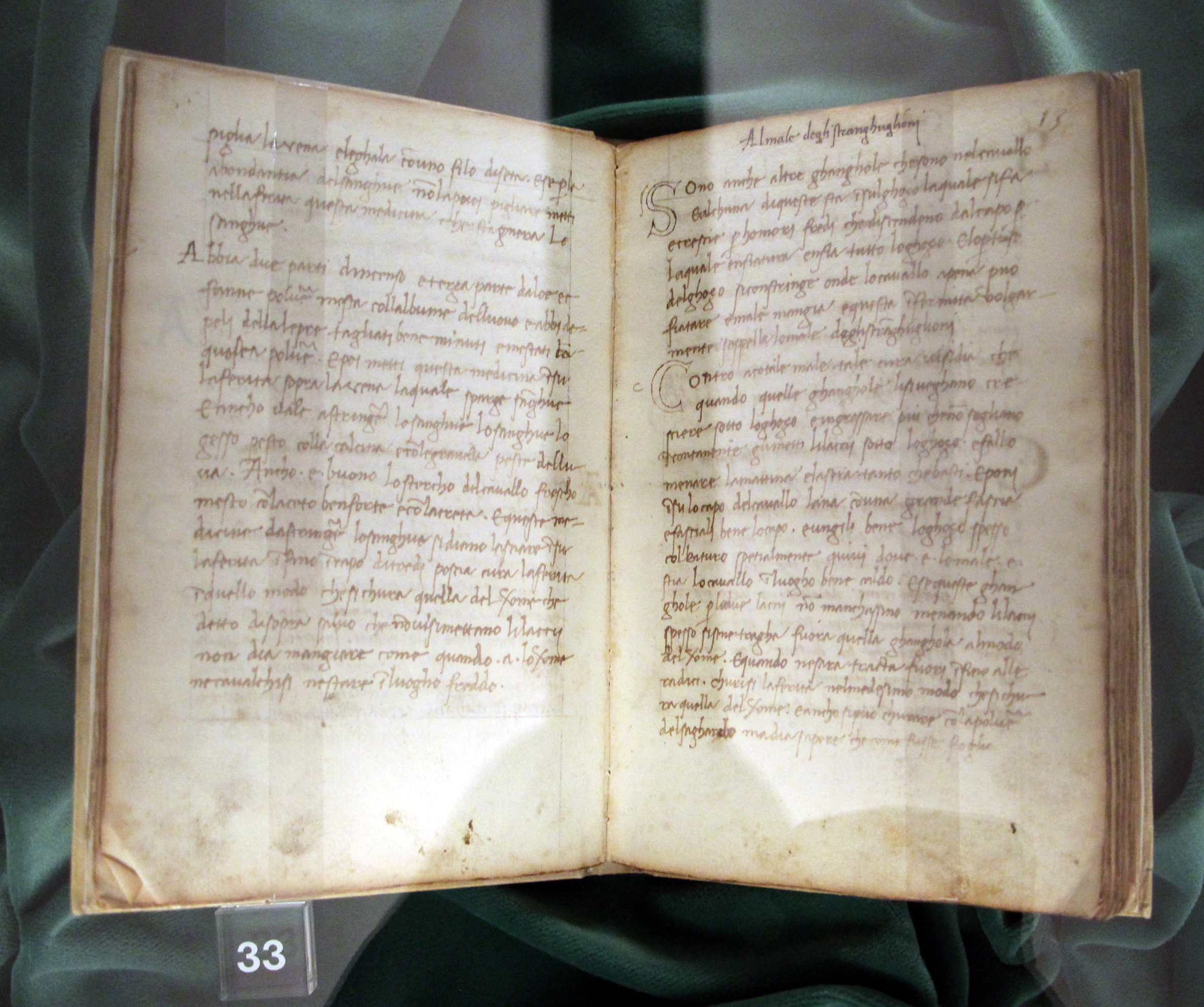
Jordanus Ruffus, De Medicina Equorum, ital. Übersetzung, 1490–1510
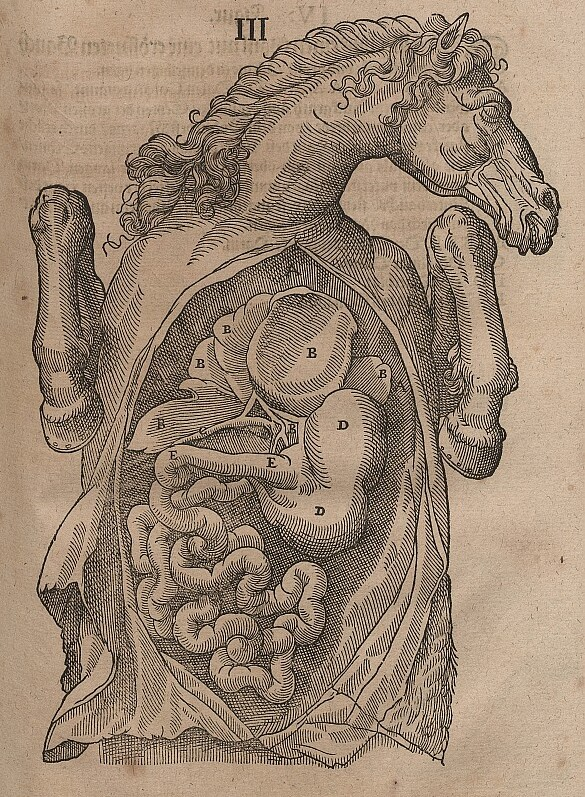
Carlo Ruini, Anatomia del Cavallo, 1603
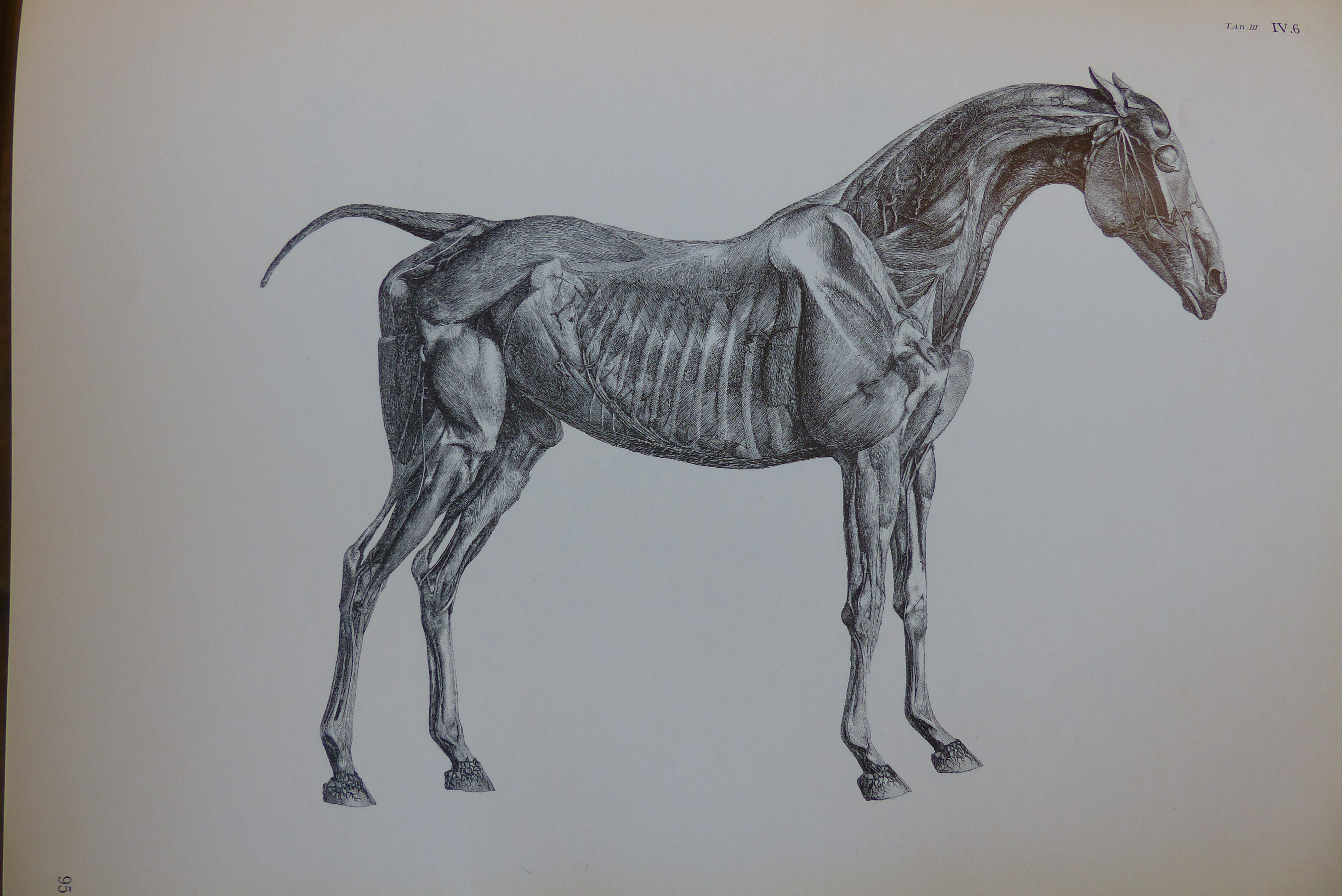
George Stubbs, Anatomy of the Horse, 1766
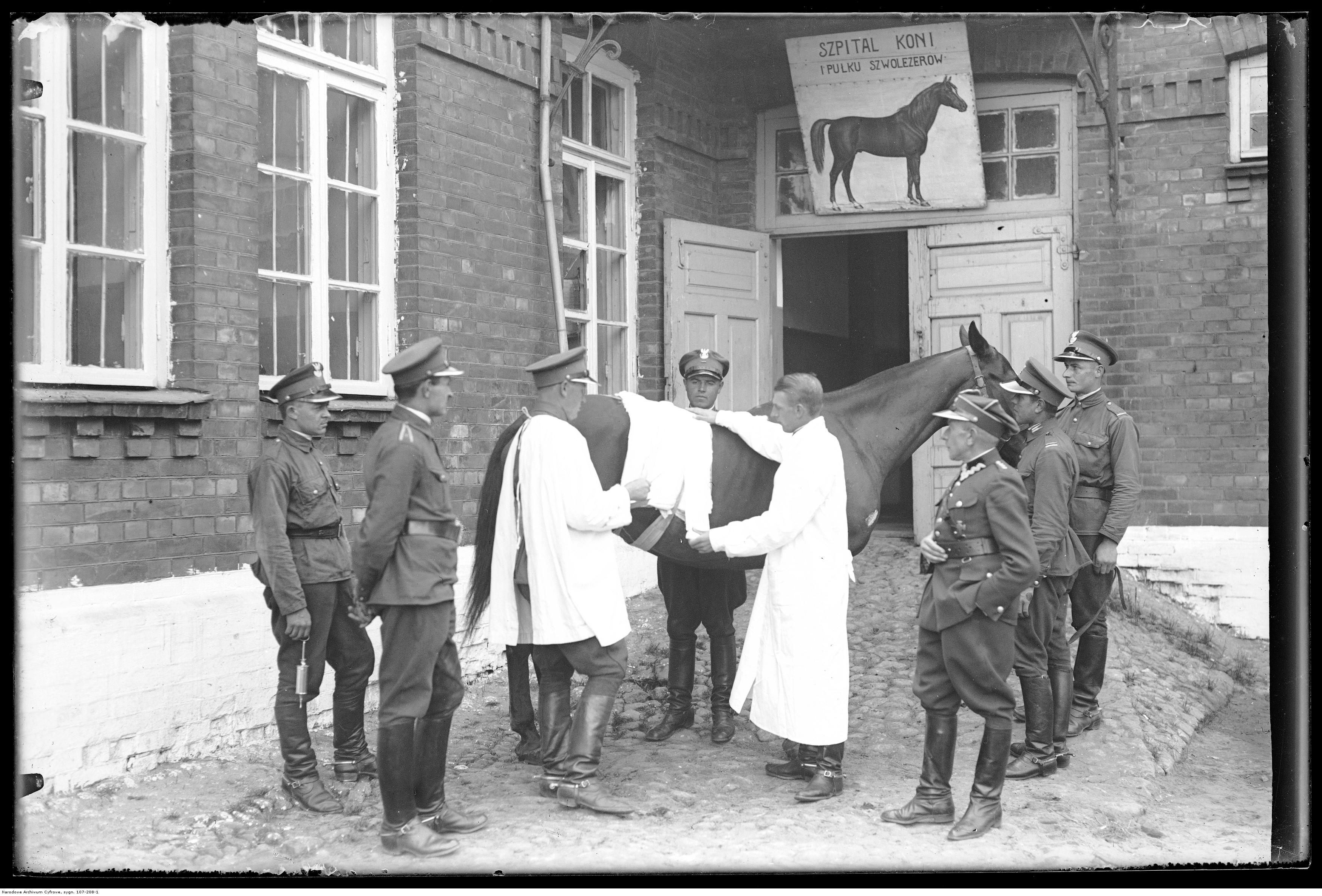
Pferdelazarett des 1. Kavallerie-Regiments in Warschau, 1928

## Impfungen

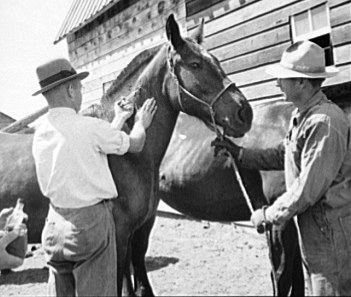
Impfung, 1940

Wie bei anderen Haustierarten auch sind regelmäßige Impfungen (z. B. Tollwut, Tetanus, Influenza, Herpes) durch den Tierarzt auch beim Pferd unerlässlich.

## Entwurmung

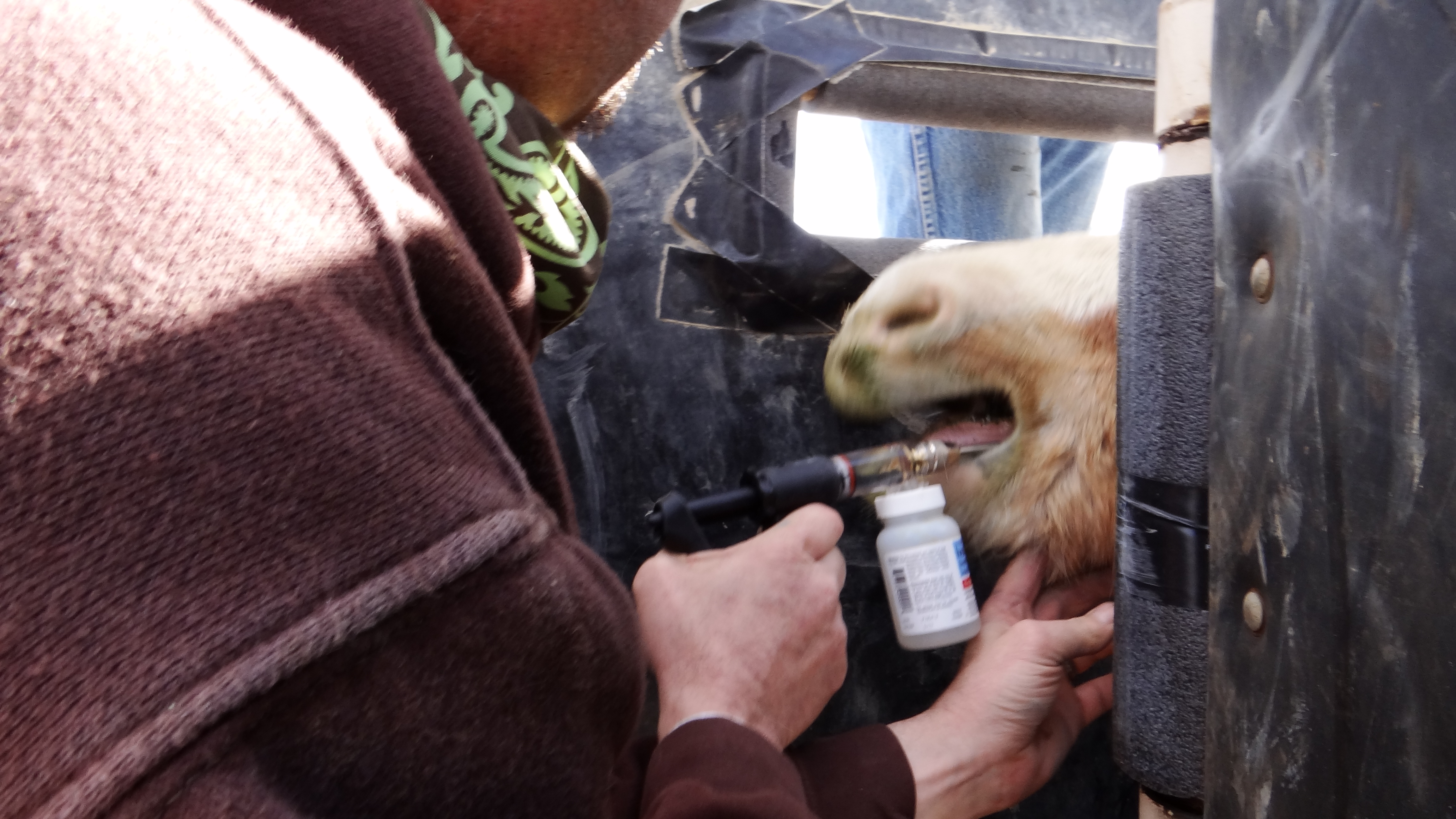
Wurmkur bei einem Mustang, BLM Nevada, 2013

Pferde und Esel werden vor allem von Fadenwürmern (Nematoden), Saugwürmern (Trematoden) und Bandwürmern (Cestoden) befallen. Zudem können einige andere Insekten, wie beispielsweise Larven der Magendasseln, Pferde befallen. Auch bei Equiden ist ein gewisser Befallsgrad mit Innenparasiten natürlich. Zur Entwurmung von Pferden werden vorwiegend Präparate aus der Wirkstoffgruppe der Avermectine, vor allem Ivermectin gegen Rund- und Saugwürmer sowie Magendasseln eingesetzt. Gegen Bandwürmer gibt es den Wirkstoff Praziquantel in verschiedenen Kombinationspräparaten. Im Herbst steigt die Anzahl von Moosmilben auf den Weiden drastisch an, welche als Überträger der Bandwürmer gelten und vom Pferd mitgefressen werden.
Entwurmungen sollten bei Pferden bedarfsgerecht durchgeführt werden.

## Zahnpflege
Bei manchen Pferden müssen einmal im Jahr die Zähne glatt geschliffen werden. Das Wildpferd frisst den ganzen Tag strukturreiche Nahrung, die die Zähne gleichmäßig abnutzt. Das domestizierte Pferd bekommt Kraftfutter zugefüttert. Es nutzt seine Zähne weniger ab und manchmal auch weniger gleichmäßig. Dadurch können scharfkantige Vorsprünge an den Zähnen entstehen, die dem Pferd beim Kauen Schmerzen bereiten. In diesem Fall kann es das Raufutter nicht mehr gut zermahlen und in der Folge sogar abmagern. Auch kann das Mundstück dem Pferd Unbehagen bereiten, so dass Probleme bei der Arbeit entstehen. Dann müssen die Zähne entsprechend abgeschliffen werden. Diese Aufgabe kann in einfachen Fällen der Hufschmied, in komplexeren Fällen, bei denen beispielsweise sediert werden muss, übernimmt diese Aufgabe ein Veterinär.
Die Schweizerische Vereinigung für Pferdemedizin bietet eine Weiterbildung für Pferdezahnmedizin an.

## Lahmheit

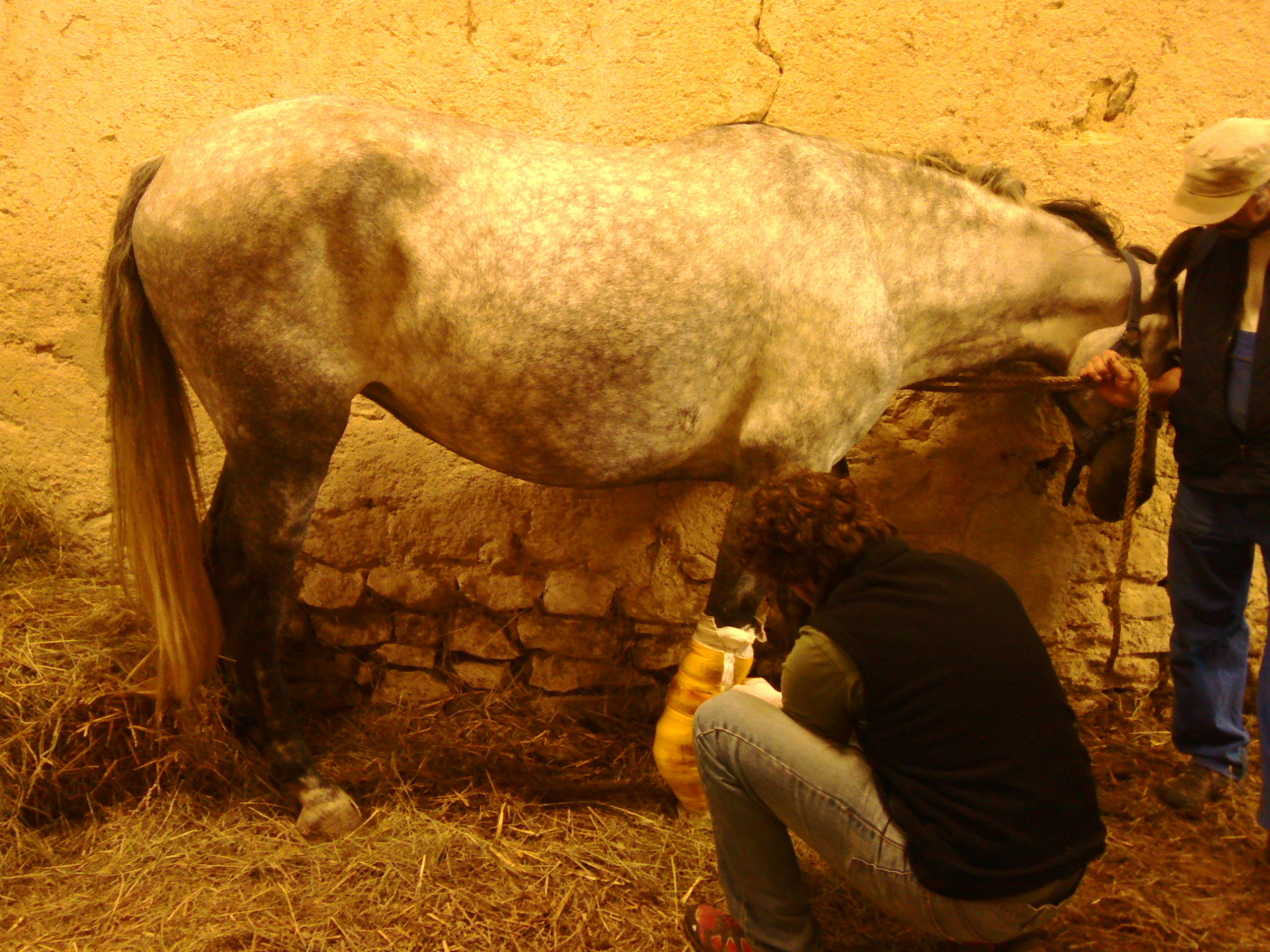
Für den Verband am Vorderbein wurde die Stute sediert.

Lahmheiten sind Störungen des Gangbildes von Pferden. Ursache können Verletzungen oder Krankheiten sein, welche die Extremitäten betreffen.

## Kolik
Als Kolik bei Pferden bezeichnet man Schmerzen im Bereich des Abdomens. Die Kolik selbst ist dabei keine Krankheit, sondern nur ein Krankheitssymptom, dessen Auftreten viele verschiedene Ursachen haben kann. Das am häufigsten betroffene Organsystem ist der Magen-Darm-Trakt, aber auch Erkrankungen des Harn- und Geschlechtsapparates beispielsweise Harnsteine können Koliksyptome auslösen.

## Pferdekrankheiten
Es gibt eine Reihe typischer Pferdekrankheiten, die in der Pferdemedizin eine Rolle spielen.

## Reproduktionsmedizin
In der Reproduktionsmedizin kann mit Hilfe von Zyklusdiagnostik kann der Deckzeitpunkt bestimmt werden, dazu kann mit Ultraschall das Stadium der Follikel überprüft werden. Bei der künstlichen Besamung kann mit Frisch- und Gefriersamen besamt werden.
Nach dem Decken wird meist 16 bis 18 Tagen die erste Untersuchung auf Trächtigkeit mit Hilfe von Ultraschall durchgeführt.

## Ankaufsuntersuchung
Die Ankaufsuntersuchung beim Pferdekauf und -verkauf von Bedeutung. Die Ankaufsuntersuchung findet im Regelfall vor dem Kauf statt, eventuell kann sie auch danach erfolgen, wenn eine Klausel im Kaufvertrag dies vorsieht. Dabei wird nach einem bestimmten Untersuchungsmuster vorgegangen und die Gesundheit beurteilt.
Umgangssprachlich wird zwischen einer kleinen und einer großen Ankaufsuntersuchung unterschieden. Während die kleine Ankaufsuntersuchung nur eine allgemeine klinische Untersuchung beinhaltet, kommen bei der großen Ankaufsuntersuchung noch weiterführende Untersuchungen dazu. Die häufigste weiterführende Untersuchung ist hierbei die röntgenologische Untersuchung.